# Journal of Chemical Education
Journal of Chemical Education es una revista académica de circulación mensual, publicada desde 1924 por la División de Educación Química de la American Chemical Society, establecida en 1924. La revista incluye la investigación didáctica en enseñanza de la química y está disponible en versión impresa y electrónica. 
Según Journal Citation Reports, la revista tuvo en 2014 un factor de impacto 1,106.